# Somma (departament)
Somma (fr. Somme, wymowaⓘ [ˈsɔm]) – francuski departament położony w regionie Hauts-de-France. Departament oznaczony jest liczbą 80. Departament został utworzony 4 marca 1790 roku. Jego nazwa pochodzi od rzeki Sommy (fr. Somme).
Według danych na rok 2010 liczba zamieszkującej departament ludności wynosi 570 741 os. (92 os./km²); powierzchnia departamentu to 6170 km². Ośrodkiem administracyjnym (prefekturą) i największym miastem departamentu jest Amiens.
W 2023 roku w skład departamentu wchodziły 772 gminy (lista).

## Miejscowości
Największe miejscowości departamentu (w nawiasach liczba ludności w 2021 roku):

- Amiens (133 625)
- Abbeville (22 595)
- Albert (9781)
- Péronne (7291)
- Corbie (6177)
- Montdidier (6009)
- Doullens (5835)
- Longueau (5767)
- Roye (5662)
- Villers-Bretonneux (4640)
- Friville-Escarbotin (4486)
- Ham (4459)
- Camon (4414)
- Salouël (4099)
- Moreuil (4000)
- Rivery (3620)
- Boves (3306)
- Flixecourt (3245)
- Rue (3111)
- Rosières-en-Santerre (2962)
- Ailly-sur-Somme (2944)
- Saleux (2773)
- Ailly-sur-Noye (2724)
- Mers-les-Bains (2548)